# 获奥斯卡金像奖的非英语电影

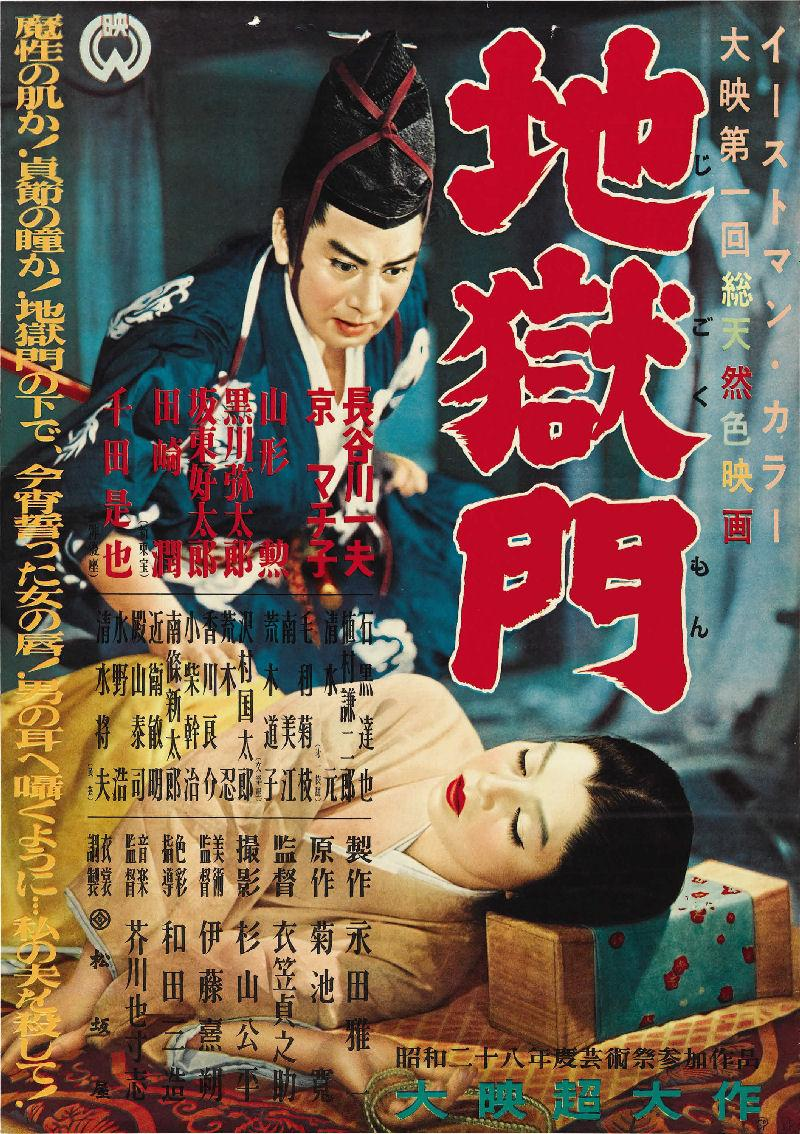
日本电影《地狱门》的海报，该片曾获奥斯卡最佳服装设计奖奖和荣誉奖。

美国电影艺术与科学学院从1945年起开始向非英语电影（称“外语片”）颁发奥斯卡金像奖。根据学院定义，所谓的“外语片”是指在美国以外制作的长片电影，并且大部分对白不是英语。符合以上标准的电影可参与外语片奖（后更名最佳国际电影奖）角逐，参与其他奖项角逐还需电影在洛杉矶县商业放映。此外，在美国境内制作的外语片没有资格参加最佳国际电影奖角逐，但可以提名其他奖项。如不计外语片（國際電影）奖，截至2024年，共有27部非英语电影曾获得过其他奥斯卡金像奖的肯定。获奖最多的非英语电影是瑞典的《芬妮和亚历山大》、台湾的《卧虎藏龙》及韓國的《寄生上流》，三部作品都获得包括最佳国际电影奖在内的4项大奖。《卧虎藏龙》和《罗马》均获十项提名，比其他非英语电影都多。共12部非英语电影获最佳影片奖提名，但只有2019年的《寄生上流》获奖。

## 最佳外语片奖得主
美国电影艺术与科学学院从1956年开始邀请不同国家的电影业界将他们最优秀的作品送来参评奥斯卡最佳外语片奖。学院中的外语片奖委员会将对所有参赛电影进行审核，然后再通过不记名投票选出5部提名作品。外语片奖设立前，学院主席委员会每年会经投票在美国上映的外语电影中选出他们认为最出彩的一部，这一过程中不存在递交申请，或是提名的程序，最终获奖的影响所获得的是外语片荣誉奖。

## 其他奖项
有资格参与外语片奖角逐的电影只要在洛杉矶县有过商业放映，并达到各奖项的参评要求，就可以参加其他奖项的竞争。所有获外语片奖的电影中有6部还获得过其他奖项，《地狱门》还赢得过奥斯卡荣誉奖。
| 年份 （颁奖典礼） | 片名                      | 原名                         | 奖项                            | 获奖者 | 国别                                      | 语种                         |
| ----------------- | ------------------------- | ---------------------------- | ------------------------------- | --- | ----------------------------------------- | ---------------------------- |
| 1945 （第18届）   | 《玛丽-路易斯》           | Marie-Louise                 | 编剧 （原著剧本）               | 理查德 史威泽 | 瑞士                                      | 德语                         |
| 1954 （第27届）   | 《地獄門》[A]             | Jigokumon（）                | 服装设计 （彩色片）             | 和田三造 | 日本                                      | 日语                         |
| 1956 （第29届）   | 《红气球》                | Le ballon rouge              | 编剧 （原著剧本）               | 艾尔伯特·拉摩里斯 | 法国                                      | 法语                         |
| 1959 （第34届）   | 《塞伦加蒂不该丧命》      | Serengeti darf nicht sterben | 纪录片                          | 伯恩哈德·格日梅克 | 德国                                      | 德语                         |
| 1961 （第34届）   | 《甜蜜的生活》            | La dolce vita                | 服装设计 （黑白片）             | 皮耶罗·杰拉尔迪 | 意大利                                    | 意大利语、英语、法语、德语   |
| 1961 （第34届）   | 《烽火母女泪》            | La ciociara                  | 女主角                          | 索非娅·罗兰 | 意大利 法国                               | 意大利语、德语               |
| 1962 （第35届）   | 《意大利式离婚》          | Divorzio all'italiana        | 编剧 （故事和编剧）             | 恩尼奥·德科西尼 阿尔弗雷多·詹内蒂 皮亚托·杰米                                                                              | 意大利                                    | 意大利语                     |
| 1963 （第36届）   | 《八部半》[B]             | 8½                           | 服装设计 （黑白片）             | 皮耶罗·杰拉尔迪 | 意大利                                    | 意大利语、英语、法语、德语   |
| 1966 （第39届）   | 《一个男人和一个女人》[B] | Un homme et une femme        | 编剧 （故事和编剧）             | 克劳德·勒鲁什 （故事和编剧） 皮埃尔·厄伊特胡芬 （编剧）                                                                    | 法国                                      | 法语                         |
| 1969 （第41届）   | 《焦点新闻》[B]           | Z                            | 剪辑                            | 弗朗索瓦·博诺 | 阿尔及利亚                                | 法语                         |
| 1973 （第46届）   | 《呼喊与细语》            | Viskningar och rop           | 摄影                            | 斯文·尼科维斯特 | 瑞典                                      | 瑞典语                       |
| 1983 （第56届）   | 《芬妮和亚历山大》[B]     | Fanny och Alexander          | 艺术指导 摄影 服装设计          | 安娜·阿斯普 （艺术指导） 斯文·尼科维斯特 （摄影） 马里克·沃斯 （服装设计）                                                 | 瑞典                                      | 瑞典语、德语、意第绪语、英语 |
| 1985 （第58届）   | 《乱》                    |                              | 服装设计                        | 和田惠美 | 日本                                      | 日语                         |
| 1990 （第63届）   | 《大鼻子情聖》            | Cyrano de Bergerac           | 服装设计                        | 弗兰卡·斯夸西亚皮诺 | 法国                                      | 法语                         |
| 1995 （第68届）   | 《邮差》                  | Il postino                   | 音乐 （正剧类原创配乐）         | 路易斯·巴卡洛夫 | 意大利                                    | 意大利语、西班牙语           |
| 1998 （第71届）   | 《美丽人生》[B]           | La vita è bella              | 男主角 音乐 （正剧类原创配乐）  | 罗伯托·贝尼尼 （男主角） 尼古拉·皮奥瓦尼 （正剧类原创配乐）                                                                | 意大利                                    | 意大利语、德语、英语         |
| 2000 （第73届）   | 《卧虎藏龙》[B]           | 臥虎藏龍                     | 艺术指导 摄影 音乐 （原创配乐） | 叶锦添 （艺术指导） 鲍德熹 （摄影） 谭盾 （原创配乐）                                                                      | 台湾 中国大陆 香港 美国                   | 官话                         |
| 2002 （第75届）   | 《对她说》                | Hable con ella               | 编剧 （原著剧本）               | 佩德罗·阿尔莫多瓦尔 | 西班牙                                    | 西班牙语                     |
| 2004 （第77届）   | 《摩托日记》              | Diarios de motocicleta       | 音乐 （原创歌曲）               | 豪尔赫·德雷克斯勒 插曲“”                                                                                                   | 巴西 阿根廷 智利 法国 德国 秘鲁 英国 美国 | 克丘亚语、西班牙语           |
| 2006 （第79届）   | 《來自硫磺島的信》[C]     | Letters from Iwo Jima        | 音效剪辑                        | 布勃阿斯曼 阿兰·罗伯特·默里                                                                                                | 美国                                      | 日语、英语                   |
| 2006 （第79届）   | 《潘神的迷宫》            | El laberinto del fauno       | 艺术指导 摄影 化妆              | 欧亨尼奥·卡巴贝罗 （艺术指导） 皮拉尔·里维尔塔 （内部装饰） 吉尔莫·纳瓦罗 （摄影） 大卫·马提 （化妆） 蒙特斯·里比 （化妆） | 墨西哥 西班牙                             | 西班牙语                     |
| 2007 （第80届）   | 《玫瑰人生》              | La Môme                      | 女主角 化妆                     | 玛丽昂·歌迪亚 （女主角） 简·阿奇博尔德 （化妆） 迪迪埃·拉维尼 （化妆）                                                     | 美国 法国 英国 捷克共和国                 | 法语                         |
| 2018 （第91届）   | 《羅馬》                  | Roma                         | 導演 攝影                       | 艾方索·柯朗 | 墨西哥                                    | 西班牙語、米斯特克語         |
| 2019 （第92届）   | 《寄生上流》              | Gisaengchung（기생충）       | 影片 導演 原創劇本              | 郭信愛 （影片） 奉俊昊 （影片） 奉俊昊 （導演） 奉俊昊 （原創劇本） 韓進元 （原創劇本）                                    | 大韩民国                                  | 朝鮮語                       |
| 2022 （第95届）   | 《西線無戰事》            | Im Westen nichts Neues       | 攝影 原創音樂 藝術指導          | 詹姆斯·弗林德 （攝影） Christian M. Goldbeck （藝術指導） Ernestine Hipper （佈景） 沃尔克·贝特尔曼（配樂）                | 德国的名称                                | 德语、法语                   |
| 2022 （第95届）   | 《双雄起义》              | RRR                          | 奥斯卡最佳原创歌曲奖 （配樂）   | M. M. Keeravani（作曲） 钱德拉博斯（作詞） 插曲《Naatu Naatu》                                                             | 印度                                      | 泰卢固语、英語               |

## 上映时采用英语配音而获奖的非英语电影
| 年份 （颁奖典礼） | 片名           | 原名                    | 奖项     | 获奖者    | 国别 | 语种 |
| ----------------- | -------------- | ----------------------- | -------- | --------- | ---- | ---- |
| 2002 （第75届）   | 《千与千寻》   |                         | 动画长片 | 宫崎骏    | 日本 | 日语 |
| 2005 （第78届）   | 《帝企鹅日记》 | La Marche de l'empereur | 纪录片   | 吕克·雅克 | 法国 | 法语 |